# The Endless
The Endless (bra: O Culto; prt: O Interminável) é um filme de terror e ficção científica estadunidense de 2017, produzido e estrelado por Justin Benson e Aaron Moorhead. Estreou em 21 de abril de 2017 no Tribeca Film Festival, antes de ser lançado nacionalmente em 6 de abril de 2018. É co-estrelado por Callie Hernandez, Tate Ellington, Lew Temple e James Jordan.

## Elenco
- Justin Benson como Justin Smith
- Aaron Moorhead como Aaron Smith
- Callie Hernandez como Anna
- Tate Ellington como Hal
- Lew Temple como Tim
- James Jordan como Shitty Carl
- Shane Brady como Shane Williams
- Kira Powell como Lizzy
- David Lawson Jr. como Smiling Dave
- Emily Montague como Jennifer Danube
- Peter Cilella como Michael Danube
- Vinny Curran como Chris Daniels
- Glen Roberts como Woods

## Recepção
No Rotten Tomatoes, o filme detém um índice de aprovação de 92% com base em 130 críticas com uma classificação média de 7,5/10. O consenso crítico do site diz: "The Endless se beneficia de sua abordagem fundamentada para uma história cada vez mais bizarra, elevada por performances verossímeis dos cineastas Justin Benson e Aaron Moorhead". No Metacritic, o filme tem uma pontuação média ponderada de 80 em 100, com base em 18 avaliações, indicando "críticas geralmente favoráveis".